# Turismo en Argentina

Regiones turísticas de la Argentina: Noroeste (naranja), Litoral (verde claro), Cuyo (beige), Córdoba (verde oscuro), Ciudad de Buenos Aires y Provincia de Buenos Aires; (celeste) y Patagonia (azul).

El turismo en Argentina fue, con 6 759 000 turistas en 2017 según la Organización Mundial del Turismo, el país más visitado de Sudamérica y el segundo más visitado de toda América Latina después de México, siendo superados en América también por Estados Unidos (82.9 millones) y Canadá (27.3 millones). En 2023, Argentina recibió más de 7 millones de turistas internacionales, alcanzando una recuperación del 93 % respecto de los niveles prepandemia de 2019.
Dotada de un inmenso territorio con grandes atracciones turísticas, una variedad de climas, maravillas naturales, cultura, costumbres, gastronomía reconocida a nivel internacional y una infraestructura adecuada, Argentina es receptora de turistas. 
El país presenta toda la gama de climas posibles: templado, cálido seco, cálido húmedo, frío seco, frío húmedo, semiárido, estepario, subantártico, subtropical, frío de montaña y una enorme variedad de microclimas. El territorio argentino se extiende desde las más elevadas cumbres de los Andes en el oeste hacia los grandes ríos y las extensas playas y acantilados del Mar argentino en el este, desde la selva tropical de las yungas al norte hasta los valles, glaciares, lagos y bosques fríos de la Patagonia Andina en el sur hasta la Antártida. Las gigantescas distancias exigen en la mayoría de los casos viajes en avión.
La valuación de la moneda local tras la devaluación de 2002 favoreció el arribo de grandes cantidades de turistas extranjeros, haciendo al país comercialmente más accesible que en la década de 1990. Al encarecerse los costos para viajar al exterior, muchos argentinos también se volcaron al turismo nacional. El repunte del sector es muy notorio: los ingresos por turismo receptivo ocupan el tercer lugar en el ranking de entrada de divisas como equivalente de exportaciones. En 2006, el sector representó el 7.41 % del PIB, aunque hay que tener en cuenta que la salida de residentes argentinos con fines turísticos supera las entradas y equivale a un 12 % del PIB. En 2010, el país recibió unos 4930 millones de dólares de ingreso de divisas. Los extranjeros reconocen a la Argentina como una zona libre de conflictos armados, terrorismo o crisis sanitarias. Los turistas extranjeros provienen principalmente de Brasil, Chile, Perú, Colombia, México, Bolivia, Ecuador, Puerto Rico, Uruguay, Costa Rica, Venezuela y Paraguay de entre los países latinoamericanos; los países europeos de España, Italia, Francia, Países Bajos, Alemania, Irlanda, Portugal, Reino Unido, Bélgica y Suiza; y de Estados Unidos, Canadá y China de los países del resto del mundo.
El crecimiento del turismo fue muy importante en los últimos años, la llegada de turistas extranjeros se duplicó entre 2003 y 2011. En 2011 Argentina se destacó como el país con mayor crecimiento del turismo a nivel mundial. Como consecuencia, los ingresos en dólares registraron un aumento cercano a 270 %. En 2012 ingresaron al país 5211 millones de dólares gracias al turismo. Mientras que el turismo interno movilizó a más de 25.6 millones de viajeros, generando ingresos por 35 228 millones de pesos en las economías regionales.
La capital del país, Buenos Aires, es la ciudad más visitada de América del Sur. El país posee también una de las siete nuevas maravillas del mundo (las Cataratas del Iguazú). Otros destinos principales son Salta, el glaciar Perito Moreno, San Carlos de Bariloche, Ushuaia, las Sierras de Córdoba, el Valle de la Luna, la Costa Atlántica y península Valdés, entre otros.
Argentina cuenta con una importante variedad de sitios montañosos, en varios de ellos se practica el montañismo y otros basan su atractivo turístico en el contacto con la nieve o en sus paisajes característicos. Los principales se encuentran en el oeste del país, en la Cordillera de los Andes, aunque también hay formaciones montañosas en las Sierras de Córdoba. Entre los sitios utilizados para el alpinismo se encuentra el cerro Aconcagua, la montaña más alta de América. Los parajes turísticos más importantes por su nieve son Bariloche y Las Leñas. Una formación conocida internacionalmente es la Quebrada de Humahuaca. El Tren a las Nubes es uno de los tres ferrocarriles más altos del mundo. Parte desde la provincia de Salta, y cruza la Quebrada del Toro pasando por Tastil ―considerada como uno de los principales centros urbanos prehispánicos de Sudamérica― donde se hallan ruinas arqueológicas.
En los últimos años ha tenido importancia la implementación del turismo enólogo, un turismo temático basado en la vitivinicultura con la iniciativa de la denominadas «Rutas del Vino» en las provincias de San Juan y Mendoza así como en los Valles Calchaquíes salteños, turismo que atrae numerosos turistas extranjeros para degustar los vinos argentinos.
El turismo invernal tiene su máximo exponente en la región de los Lagos, ubicada al pie de la Cordillera de los Andes en las Provincias de Neuquén, Río Negro, Chubut, Santa Cruz y Tierra del Fuego Antártida e Islas del Atlántico Sur; además de la práctica de deportes de montaña, la zona tiene como atractivos lagos de origen glaciar y Parques Nacionales rodeados de frondosa vegetación. En el centro de la misma, la ciudad de San Carlos de Bariloche a orillas del lago Nahuel Huapi y a pocos kilómetros del cerro Catedral, se posiciona como el principal centro invernal de Sudamérica, atrayendo a la mayor parte del turismo tanto nacional como extranjero.
Durante la época estival una buena parte del turismo interno argentino se dirige a diversas ciudades de la costa atlántica de la provincia de Buenos Aires, siendo Mar del Plata la mayor de ellas. La mayor parte de dichas ciudades concentra su actividad económica en la temporada veraniega. El segundo destino en cuanto a captación del turismo interno lo constituyen las Sierras de Córdoba, siendo su principal centro turístico Villa Carlos Paz en el Valle de Punilla. El Litoral argentino con sus playas fluviales, los complejos termales y los carnavales en la provincia de Corrientes y en la provincia de Entre Ríos, entre otros, constituye el tercer destino del turismo nacional. Tradicionalmente, el mes de enero es el que genera la mayor demanda de alquileres.

## Destinos principales

### Ciudad de Buenos Aires

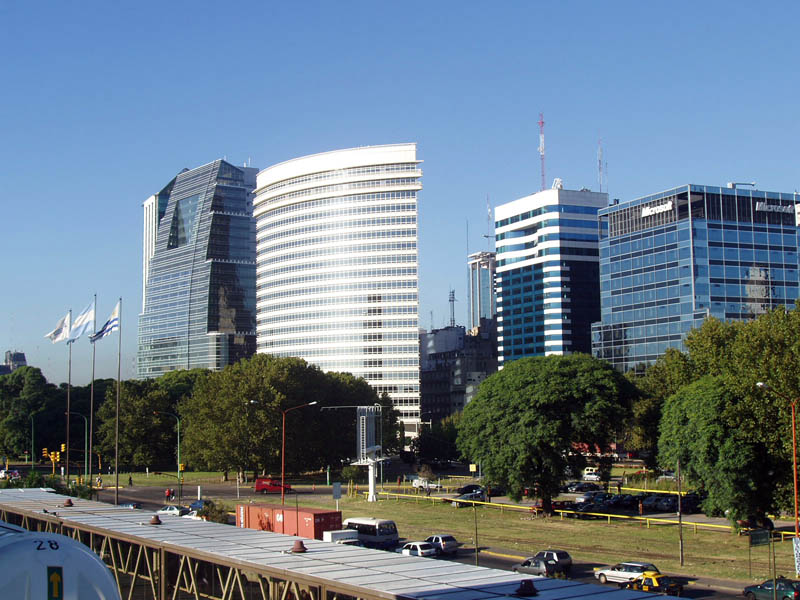
Ciudad de Buenos Aires.

Buenos Aires se destaca como el centro favorito de los turistas extranjeros y nacionales (5 250 000 en 2007). Son atraídos por una ciudad populosa, cosmopolita y con amplia infraestructura. Entre otros muchos factores, el tango es uno de los motivos para la visita a la capital argentina. La característica noche porteña es uno de los grandes atrayentes por su variada oferta cultural, gastronómica y de entretenimiento.
Buenos Aires ofrece una amplia actividad cultural. Los viajeros eligen generalmente una visita nocturna a los locales donde se baila tango y un paseo a una típica estancia en la provincia de Buenos Aires, para degustar el tradicional asado. En los últimos años, surgieron nuevos circuitos temáticos, entre ellos muchos dedicados a personalidades importantes como Carlos Gardel, Eva Perón o Jorge Luis Borges. También dispone de numerosos paseos de compras (shoppings), entre los cuales se destacan el Alto Palermo, Paseo Alcorta, Patio Bullrich, Abasto de Buenos Aires y Galerías Pacífico.

### Cataratas del Iguazú

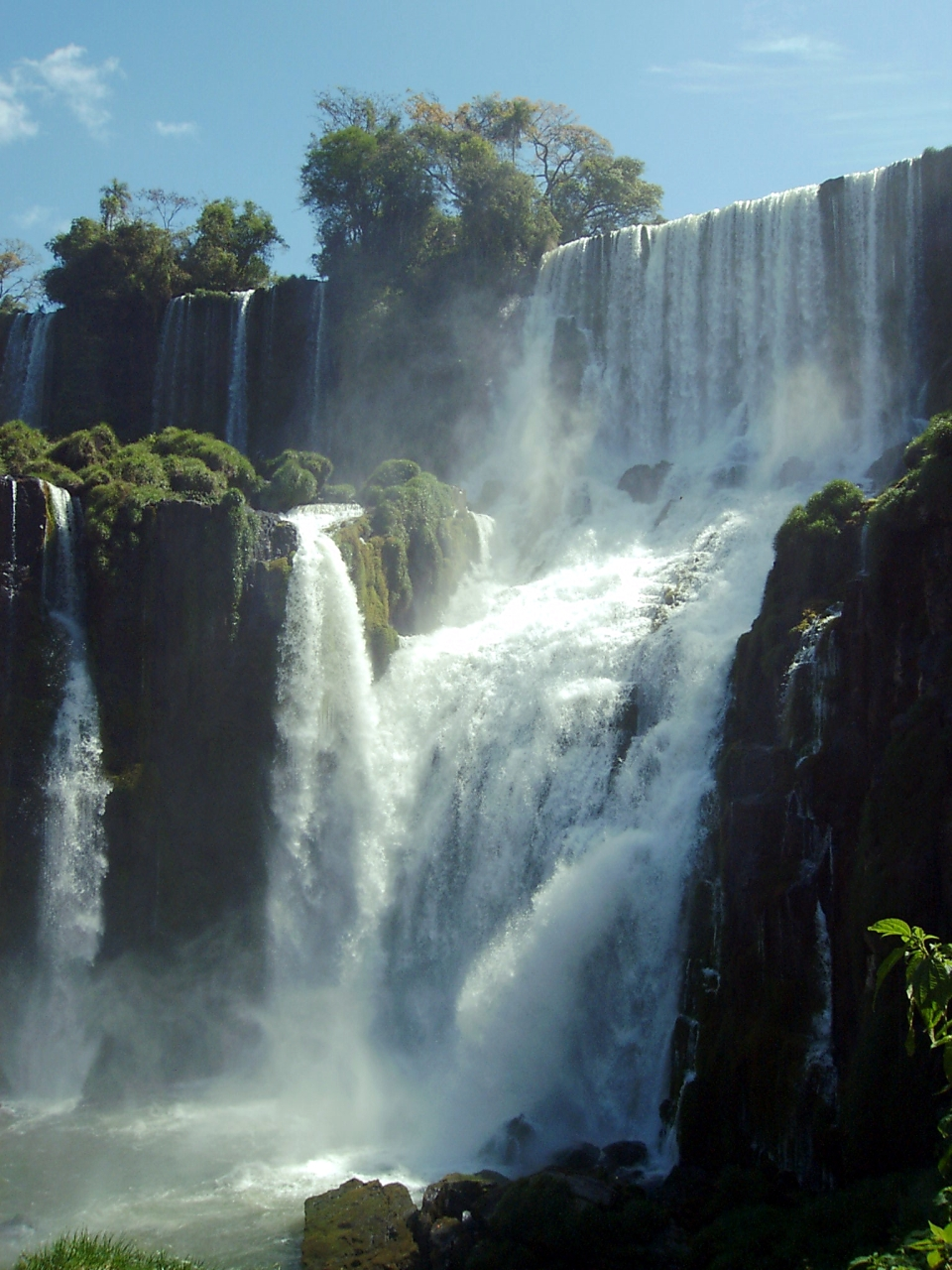
Cataratas del Iguazú, provincia de Misiones.

Las Cataratas del Iguazú están ubicadas al noreste, zona de selva subtropical, son las cataratas de agua más conocidas de toda la región y su explotación turística cuenta con buen desarrollo de infraestructura y con paseos muy diversos. Es zona del parque nacional Iguazú, donde se preservan la flora y fauna originales. Su salto más imponente es la llamada Garganta del Diablo. Otros saltos importantes son los llamados Dos Hermanas, Bossetti o Álvar Núñez, en homenaje a su descubridor, Álvar Núñez Cabeza de Vaca.

### Salta

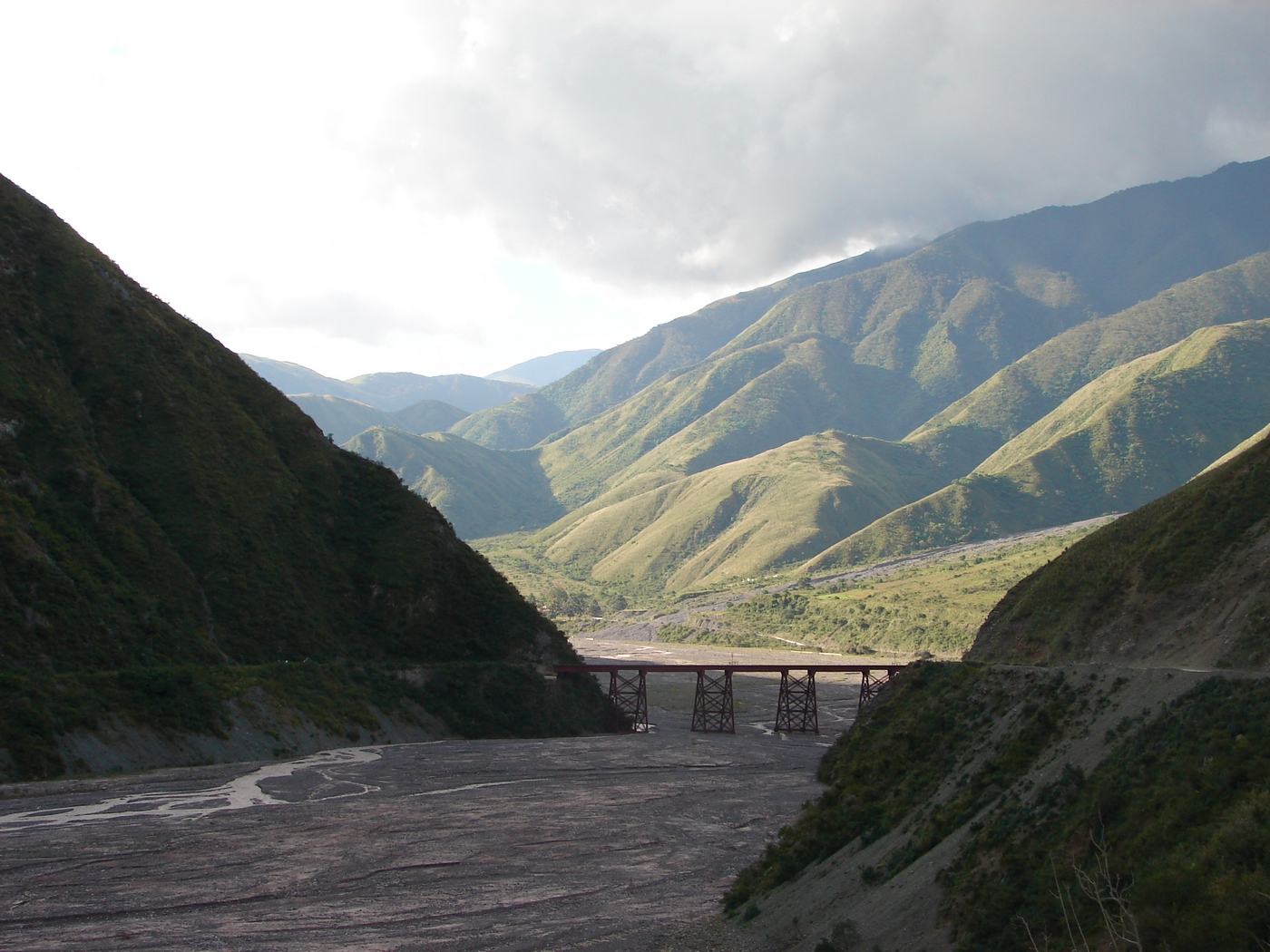
Quebrada del Toro.

Salta es una ciudad de arquitectura colonial con gran oferta turística donde se pueden realizar tours a otros puntos turísticos como: Quebrada de San Lorenzo, Valles Calchaquíes, Dique Cabra Corral (Embalse General Belgrano), Cafayate, Salinas Grandes, Iruya, Cachi (pasando por la Cuesta del obispo), Molinos, La Caldera, parque nacional Los Cardones, parque nacional El Rey o parque nacional Baritú, Termas de Rosario de la Frontera. Sale desde el centro de la ciudad el Tren a las Nubes, este peculiar paseo en tren por la zona de la Puna, una altiplanicie casi desértica, con enormes contrastes en su recorrido, que va subiendo las laderas de los Andes, ubicada en la provincia de Salta. Se interrumpió momentáneamente su servicio en julio de 2005 por reparaciones, reactivándose rápidamente. Actualmente, el destino final es la ciudad de San Antonio de los Cobres.

### Glaciar Perito Moreno

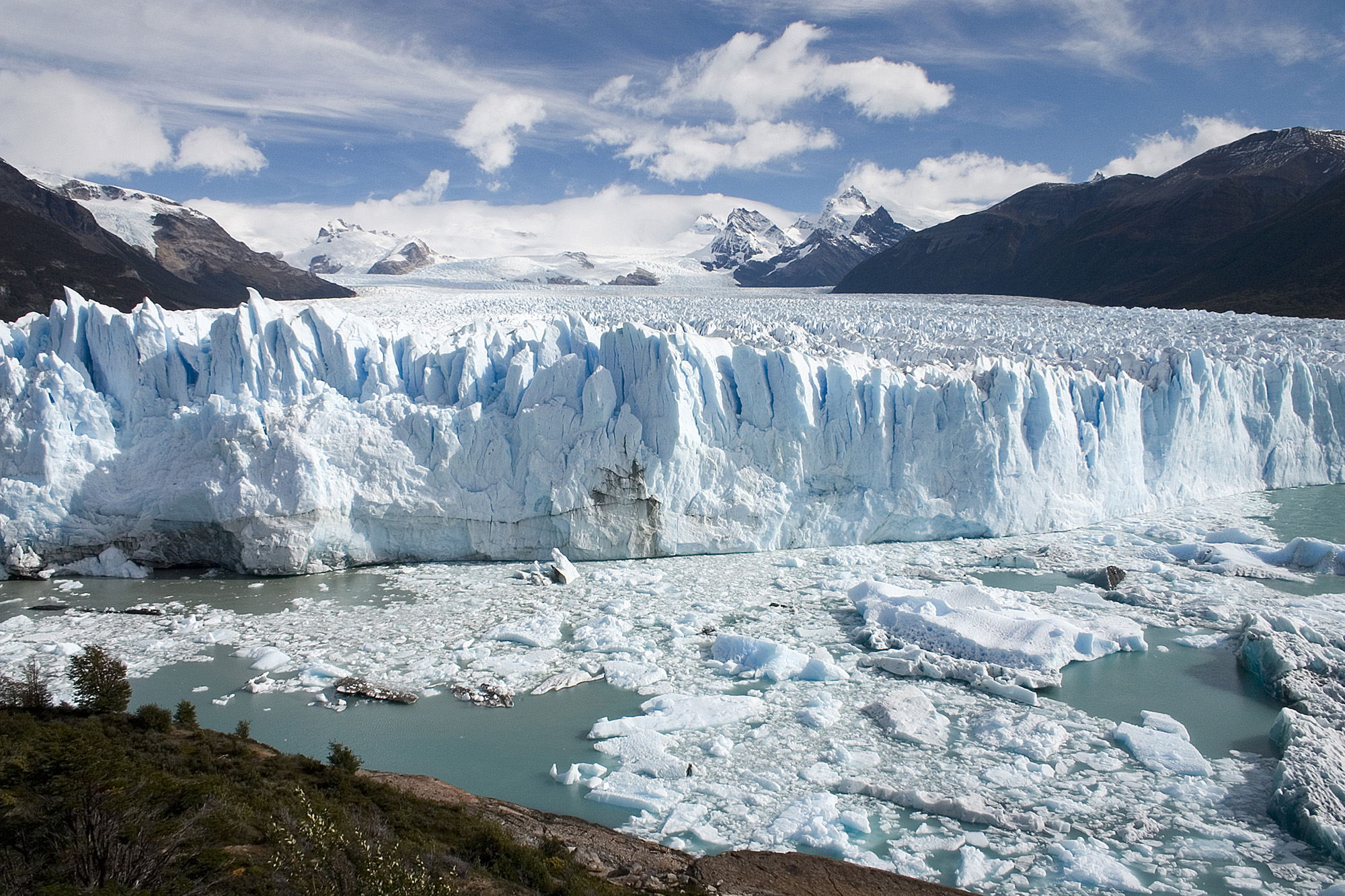
Glaciar Perito Moreno.

Los glaciares son una de las principales atracciones de la Patagonia Argentina. El más conocido es el Glaciar Perito Moreno, cuya accesibilidad y característica ruptura periódica le otorgan un atractivo singular. Se expande sobre las aguas del brazo sur del lago Argentino, con un frente de 5 km y una altura por sobre el nivel del lago, de entre los 70 y 60 metros. Esta pared de hielo cubre una extensión de 230 km². El área de hielos continentales y glaciares es un tesoro natural, declarado Patrimonio de la Humanidad por la Unesco en 1981.
El Glaciar Perito Moreno está formando parte del Campo de Hielo Sur es un inmenso glaciar que divide en dos el Lago Argentino y cíclicamente lo bloquea hasta que se produce la ruptura del tapón de hielo. Está ubicado en el parque nacional Los Glaciares, a 80 km de la localidad de El Calafate, en la provincia de Santa Cruz. En cualquier época del año, se producen continuos desprendimientos de enormes bloques de hielo desde los enormes glaciares (solo comparables a los glaciares de la Antártida y otros glaciares polares) formando bellos témpanos en los lagos argentinos, lo que es un espectáculo natural. El glaciar se encuentra enmarcado por un majestuoso paisaje de abruptas montañas como el Chaltén.

### Bariloche

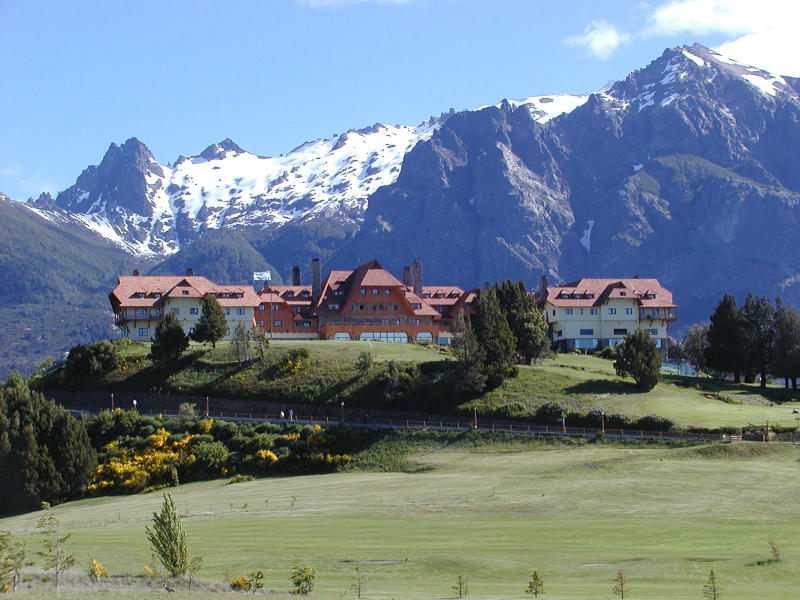
El famoso Hotel Llao Llao, ubicado en Bariloche ha sido elegido numerosas veces como uno de los mejores y más bonitos hoteles del mundo.

Bariloche es la capital de los lagos del sur y forma parte del importante circuito turístico de los Siete Lagos junto a Villa La Angostura. Actualmente, gracias a la inversiones de empresarios y del municipio, la ciudad cuenta con un importante flujo turístico todo el año. Las principales actividades son los deportes invernales, la pesca, windsurf y senderismo, campamentos en pleno bosque andino, paracaidismo, excursiones en barco y lanchas particulares, cabalgatas, buceo, entre otras. También se desarrollan actividades parecidas en San Martín de los Andes, Junín de los Andes, El Bolsón, Esquel, Trevelín, Los Antiguos, Copahue y Caviahue.
Bariloche es el segundo destino turístico más elegido por los visitantes. Es un destino frecuente para el viaje de egresados secundarios de Argentina y países limítrofes.

### Ushuaia

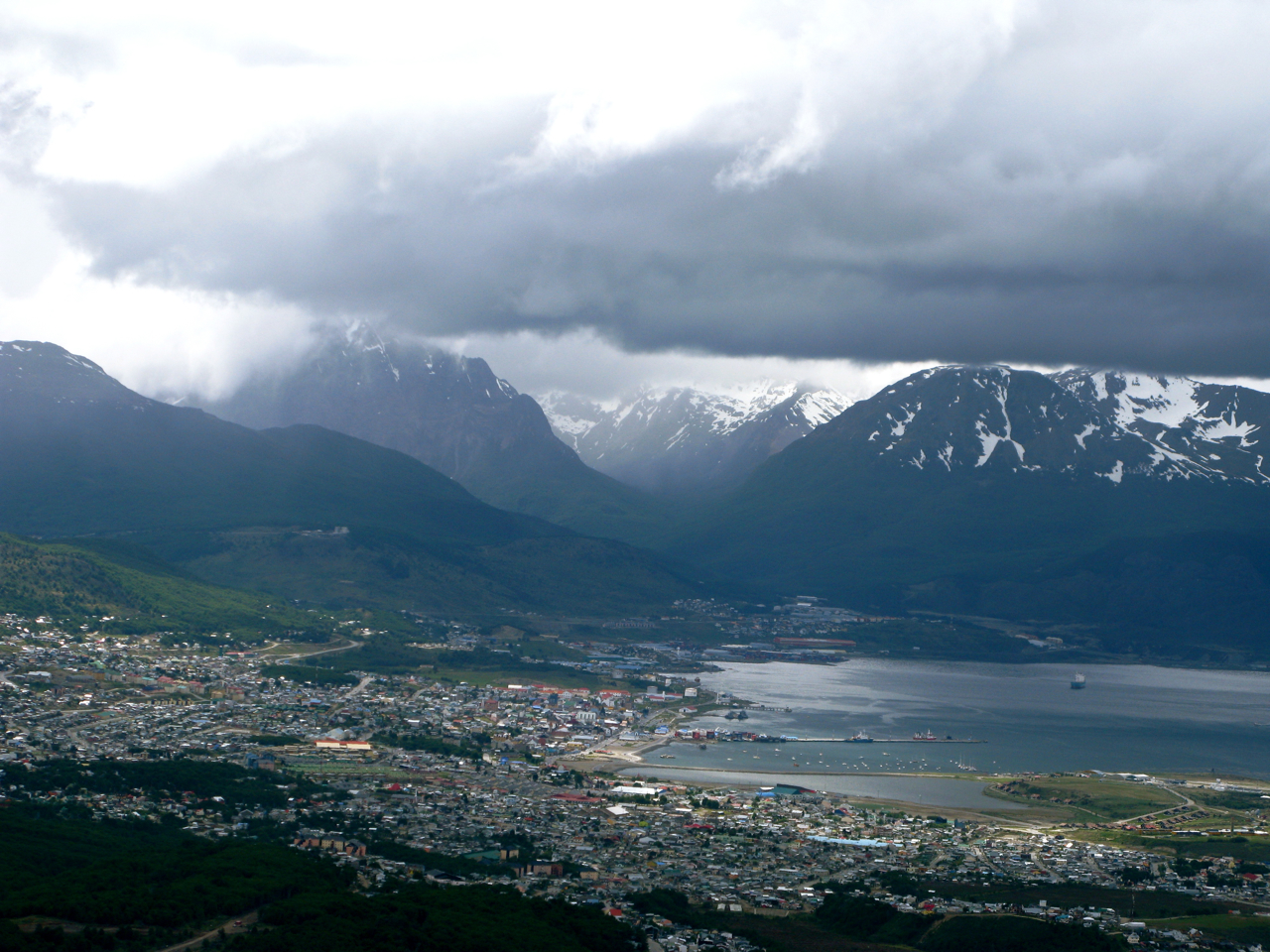
La ciudad de Ushuaia, en Tierra del Fuego.

Ushuaia es la ciudad más austral del mundo. Ubicada en la provincia de Tierra del Fuego Antártida e Islas del Atlántico Sur, es un destino que atrae a los visitantes con una importante oferta turística con excursiones, gastronomía y la sensación de estar, literalmente, en el fin del mundo. Al norte de la isla, la ciudad de Río Grande resulta atractiva por su antiguo barrio de casas de madera pintadas y por la actividad de la pesca de truchas. Más al sur, es famoso el ferrocarril que parte de Ushuaia y llega hasta el parque nacional Tierra del Fuego, junto a la bahía de Lapataia. Se ofrecen además cruceros por el canal Beagle, observando colonias de lobos marinos y una visita al Faro Les Éclaireurs, al Lago Fagnano o a la casi inaccesible Isla de los Estados en donde se encuentra el Faro del Fin del Mundo, el paisaje de los bosques fueguinos toma un aspecto casi mágico durante los otoños australes al cubrirse de colores rojizos los follajes de los densos bosques.

### Sierras de Córdoba
Las Sierras de Córdoba tienen un clima ameno y paisajes que varían entre lo bucólico y lo agreste, allí los principales centros turísticos son: Santa Rosa de Calamuchita Villa General Belgrano y La Cumbrecita, poblaciones turísticas con gran influencia centroeuropea en las Sierras de Córdoba. Otras ciudades importantes son Carlos Paz, Cosquín, La Falda, Capilla del Monte, Mina Clavero, Jesús María o el gran lago salado de Mar Chiquita. La Unidad Turística Embalse es el destino del turismo social. La ciudad de Córdoba posee asimismo un gran atractivo turístico, especialmente en su valiosa edificación del período colonial o en sus paisajes urbanos. Presenta también una muy buena infraestructura turística con importantes hoteles 5 estrellas, centros comerciales de alto nivel, como así también resalta en el ámbito de la gastronomía y la diversión. La ciudad de Córdoba es una de las más pintorescas de Argentina ya que presenta un centro histórico con bella arquitectura barroca colonial mezclada con los altos edificios modernos lo que le dan a la ciudad un gran atractivo turístico.

### Valle de la Luna

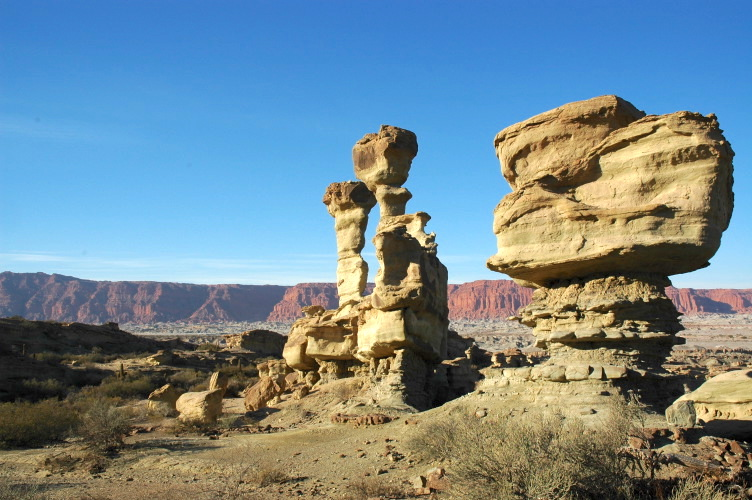
Ischigualasto-Valle de la Luna en la frontera de la provincia de San Juan con la provincia argentina de La Rioja continuándose en la segunda por los cañones de Talampaya.

Ischigualasto, también denominado «Valle de la Luna», ofrece un paisaje donde la escasez de vegetación y la más variada gama de colores de sus suelos, más el capricho en las formas de rocas (geoformas) y de los montes, lo hacen ser un lugar predilecto para turistas, tanto nacionales como extranjeros. Este parque provincial fue declarado Patrimonio de la Humanidad por la Unesco, está situado en el extremo norte de la provincia de San Juan, también es un importante centro paleontológico es la causa de que a nivel científico se hizo célebre porque es el único lugar donde puede verse totalmente al descubierto y perfectamente diferenciado todo el período triásico en forma completa y ordenada y donde se hallaron los restos fósiles más antiguos del mundo. El Valle de la Luna se continúa en la provincia argentina de La Rioja con el parque nacional Talampaya.

### Otros destinos

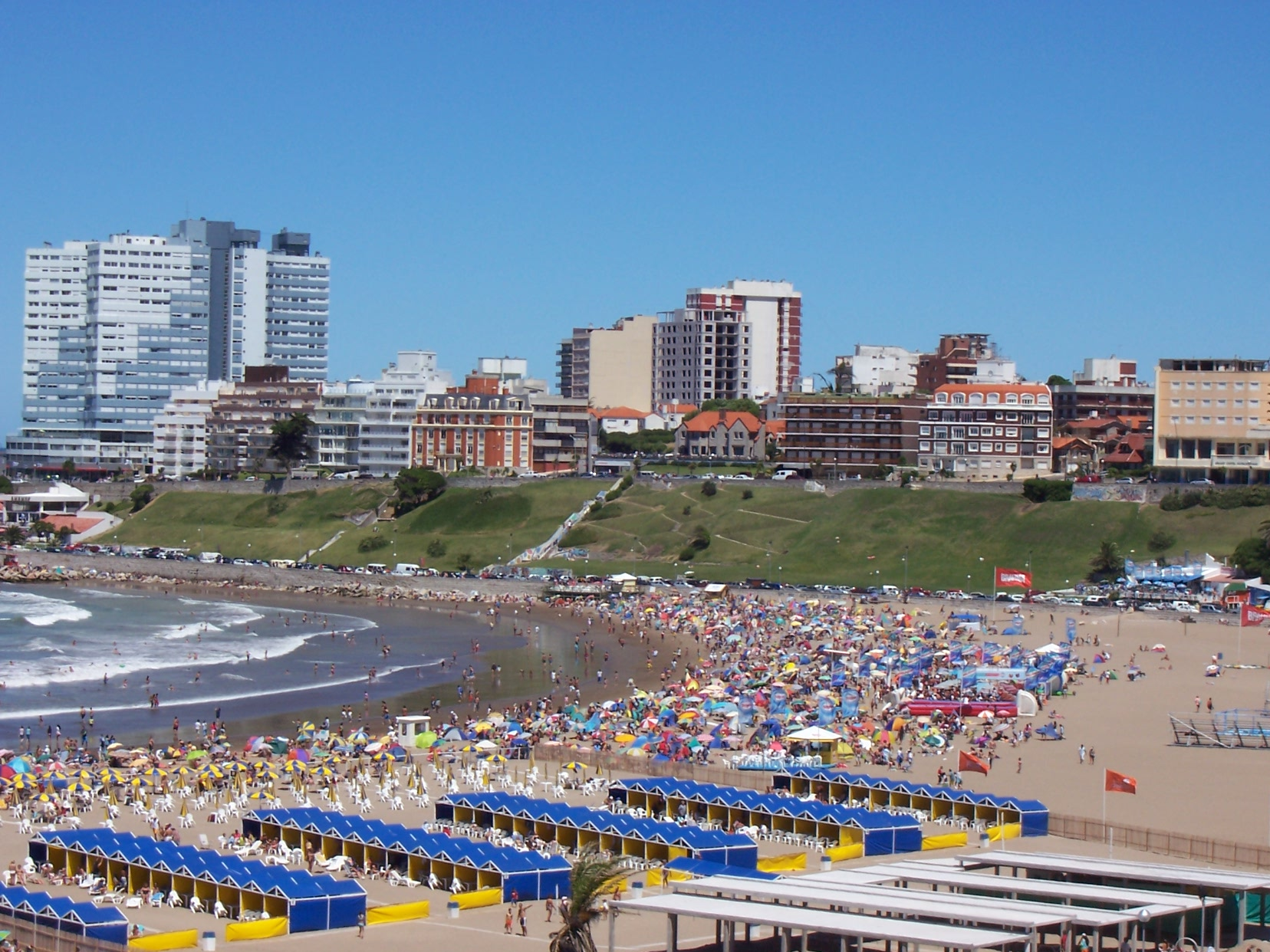
Mar del Plata.

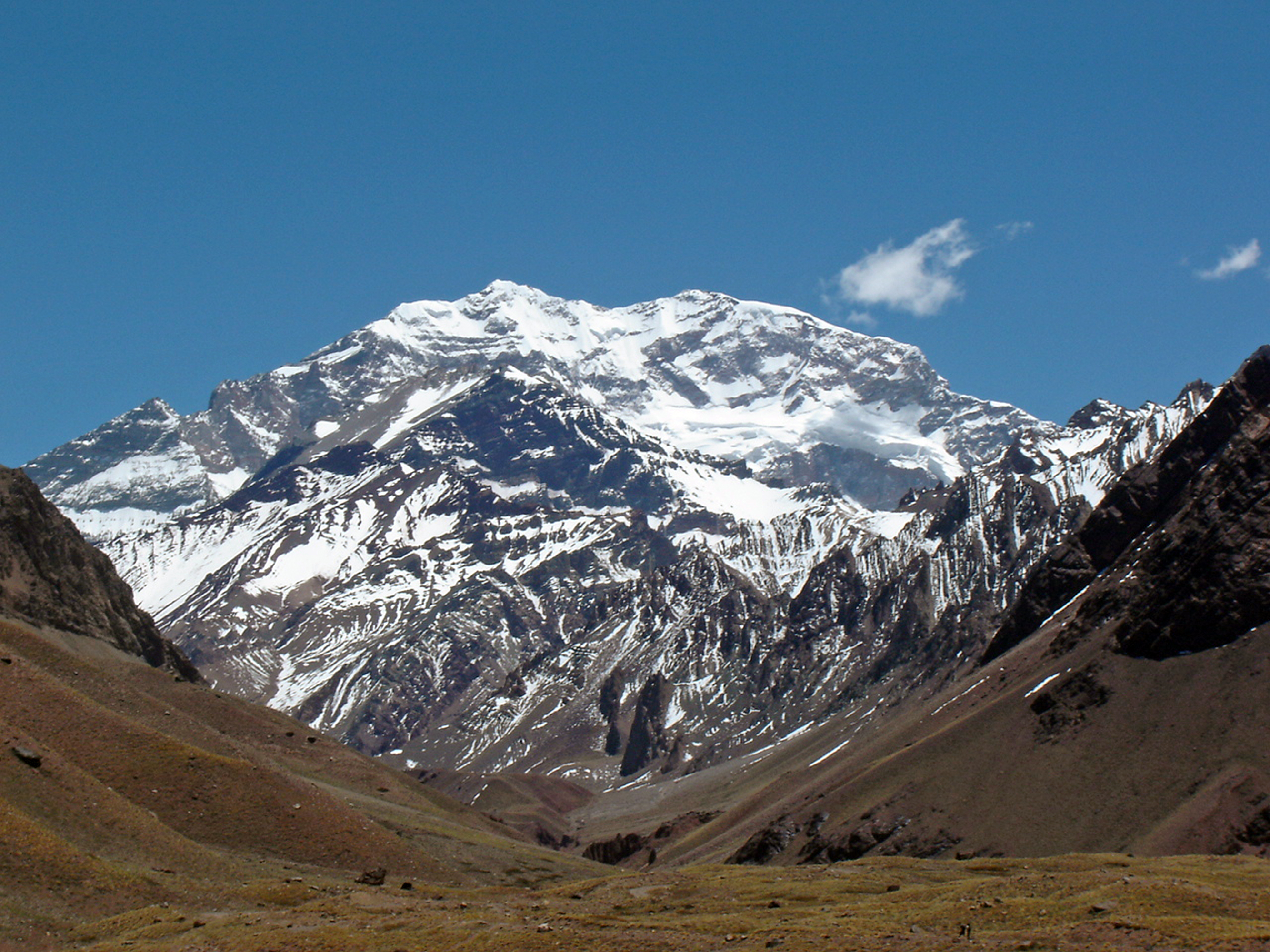
El Aconcagua, ubicado totalmente en la provincia de Mendoza, es la montaña más alta de la Tierra fuera de los Himalaya y prosigue elevándose.

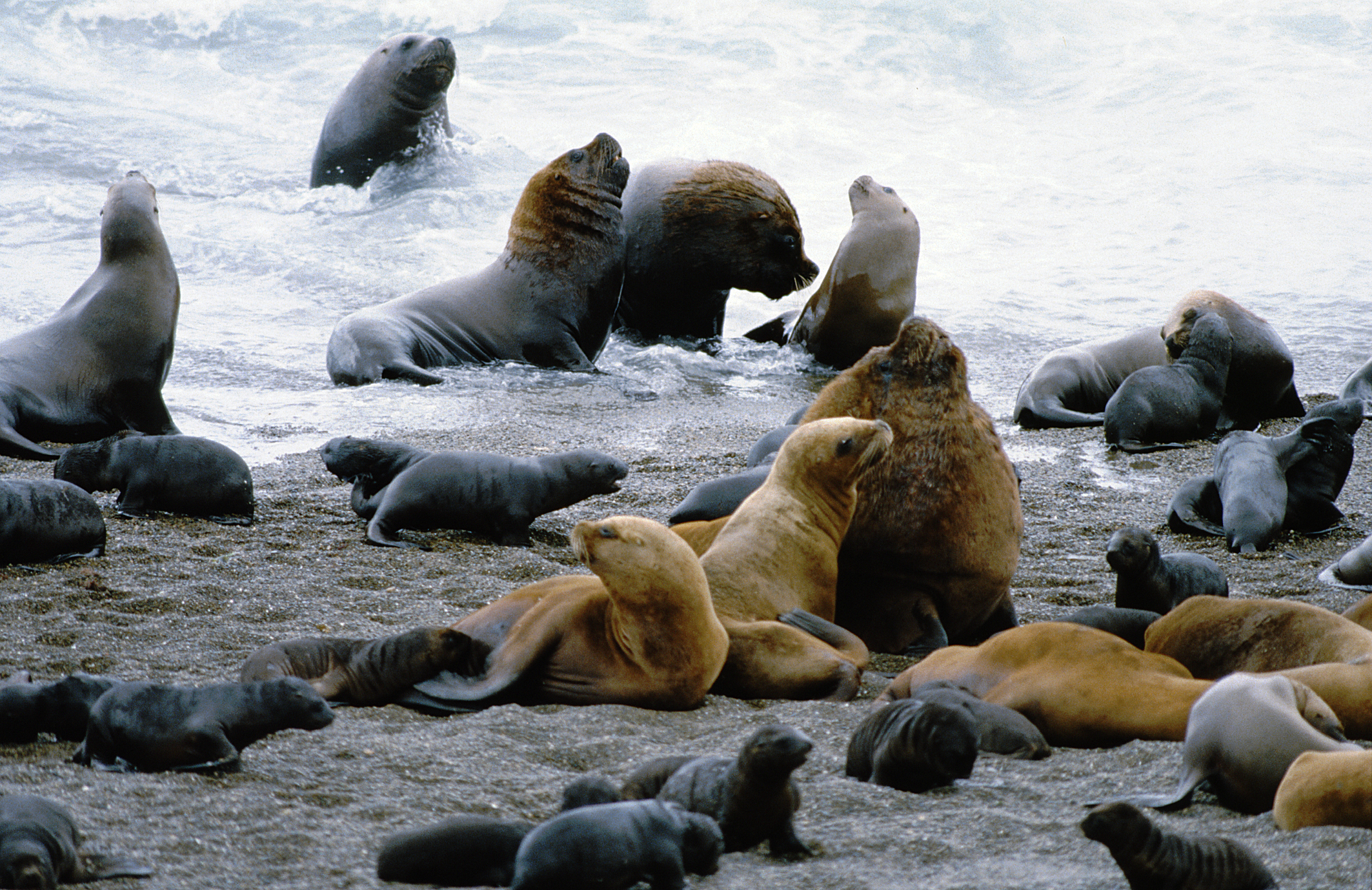
Leones marinos en las costas de la Patagonia.

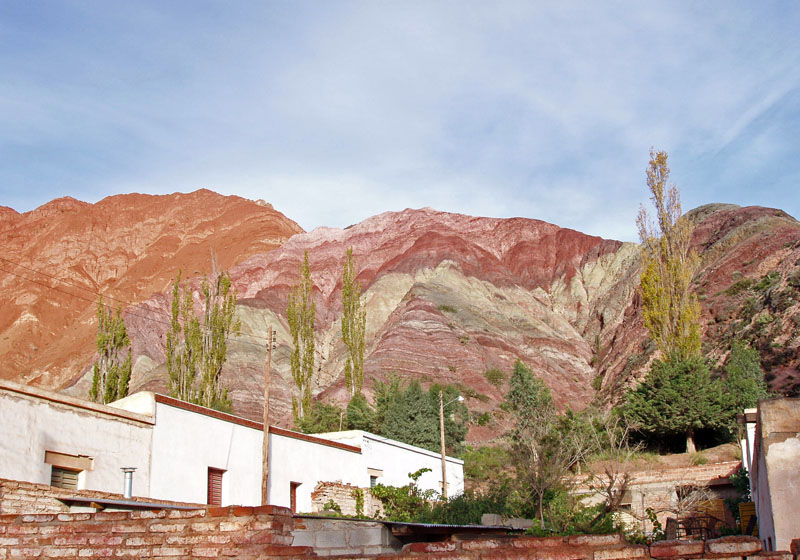
La Quebrada de Humahuaca vista desde Purmamarca en la provincia de Jujuy.

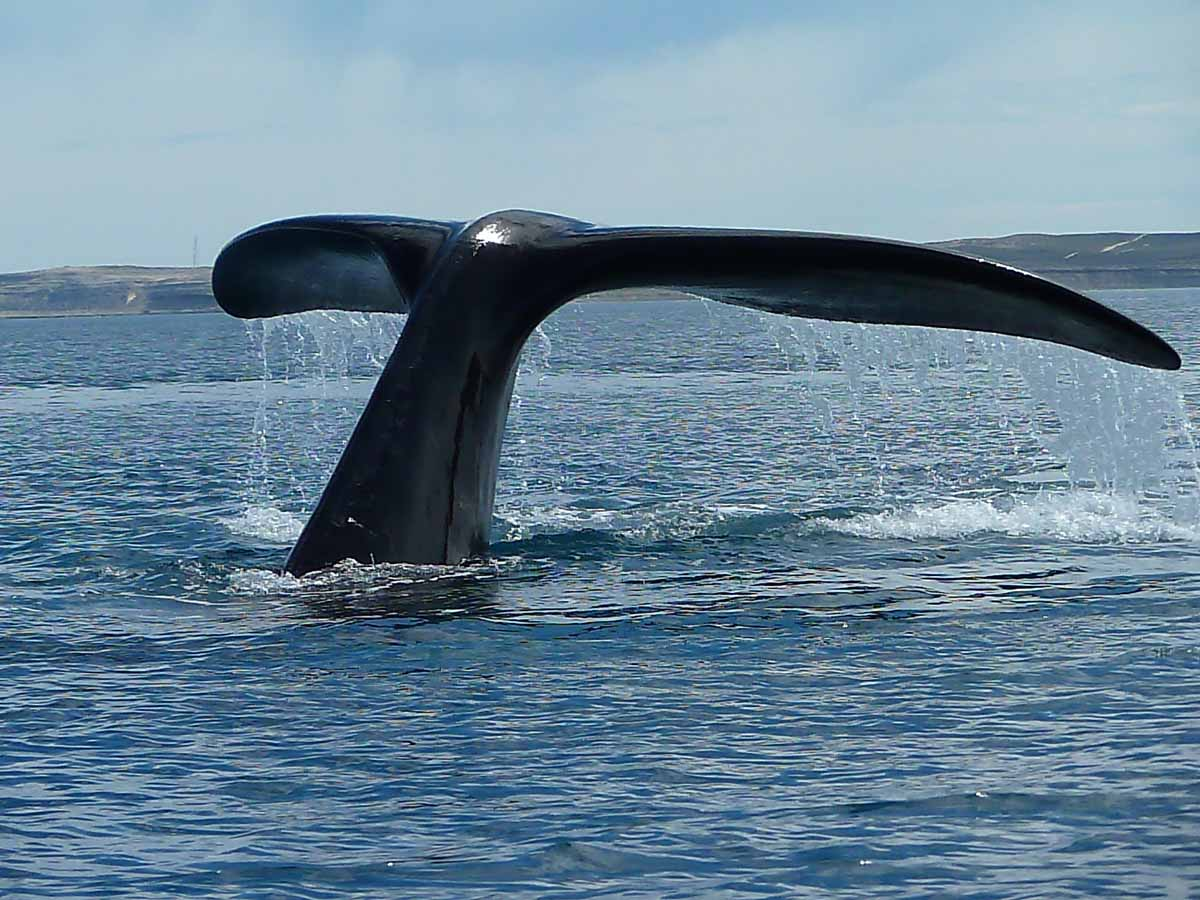
Ballena franca austral emergiendo su cola en las aguas que rodean a la Península Valdés, provincia de Chubut.

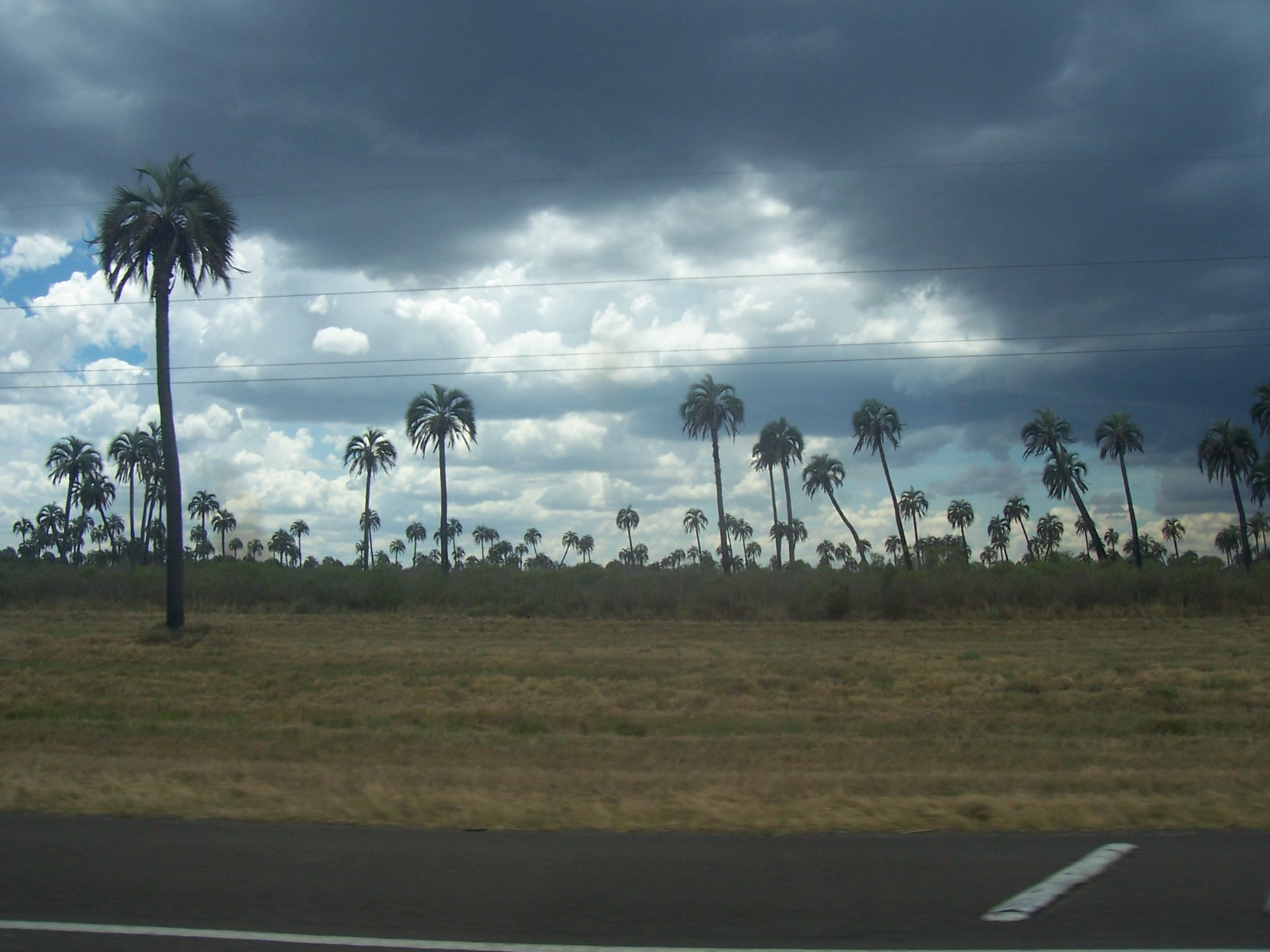
El parque nacional El Palmar, provincia de Entre Ríos.

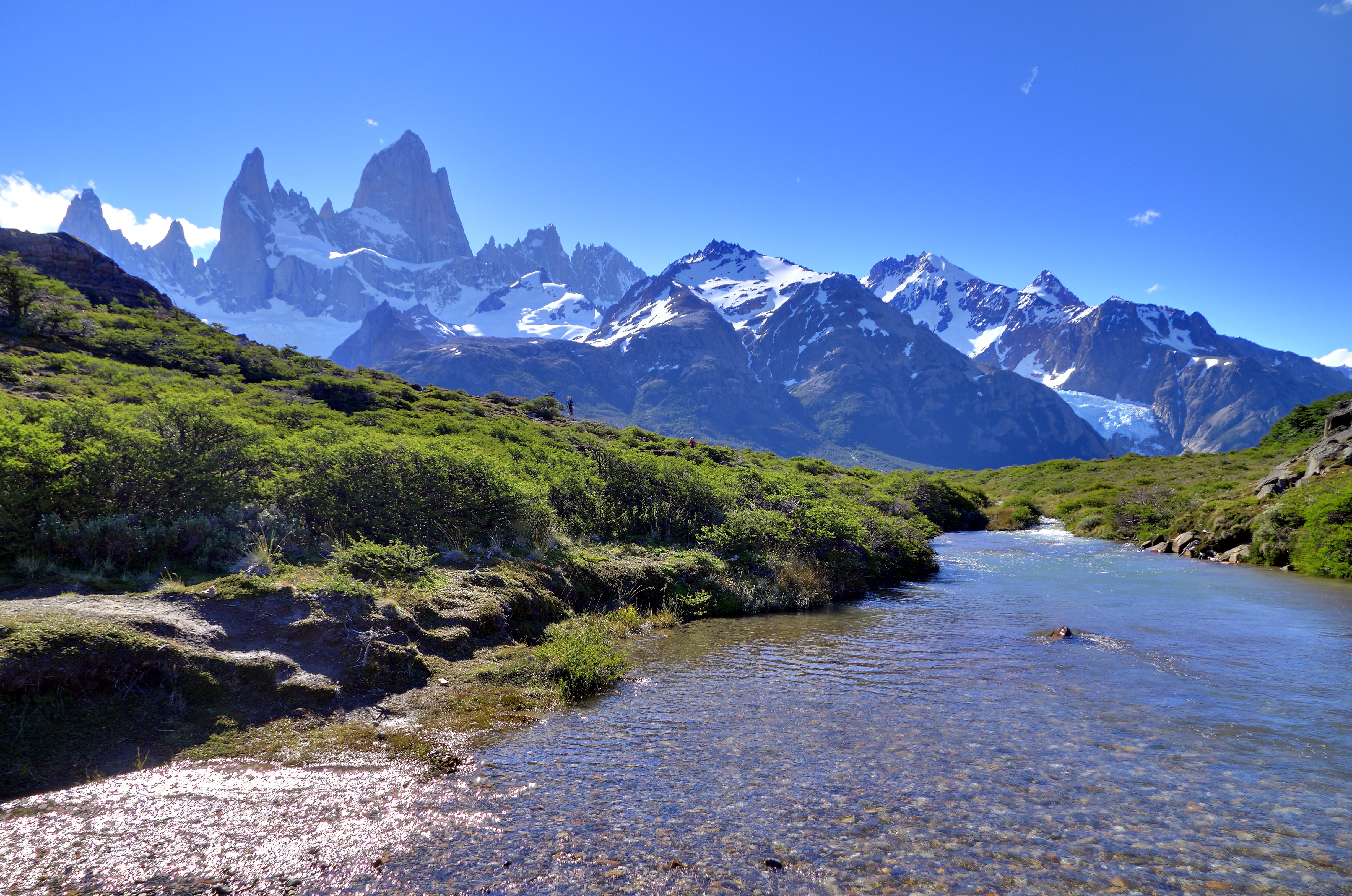
Monte Fitz Roy.

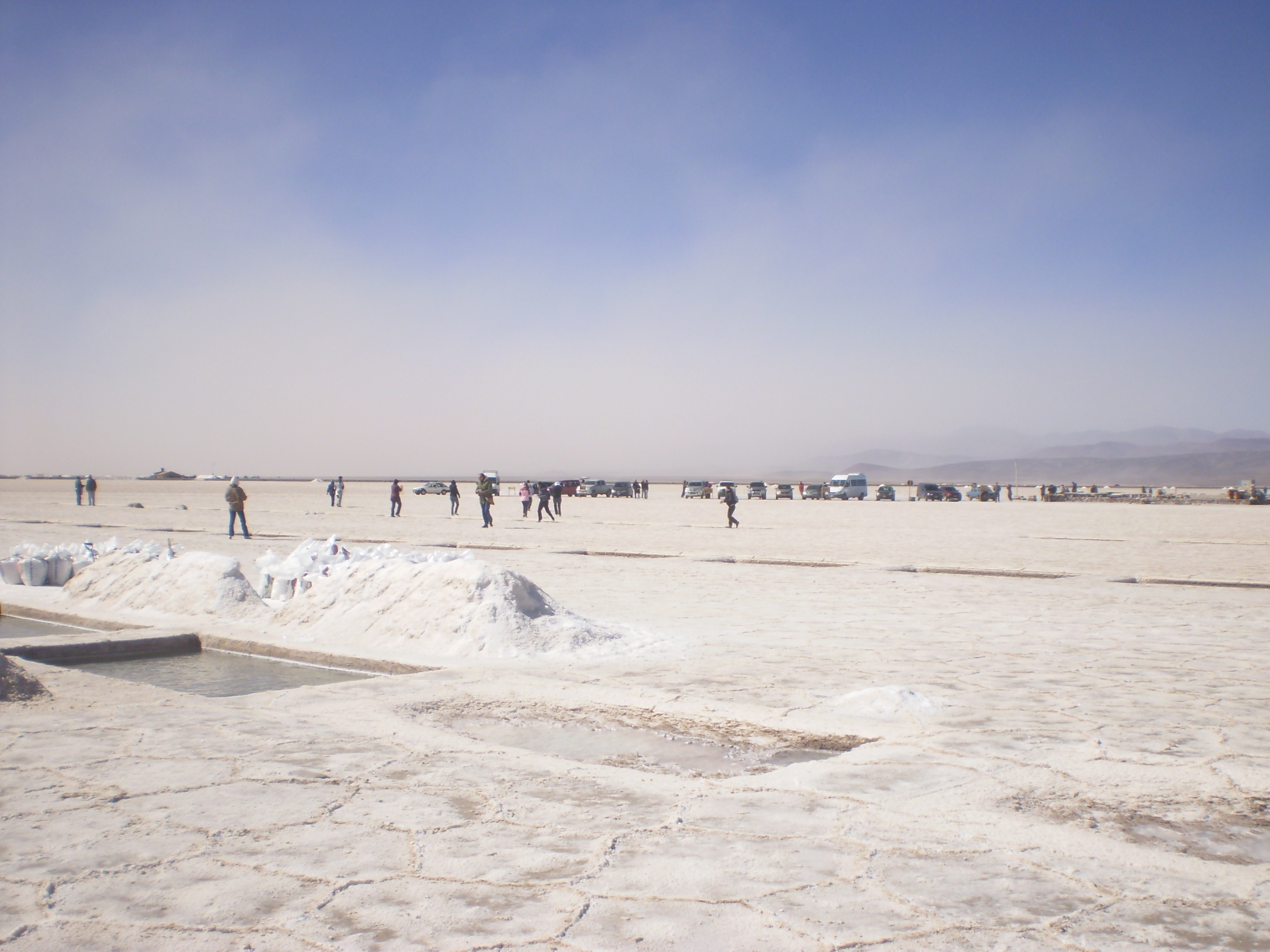
Salinas Grandes.

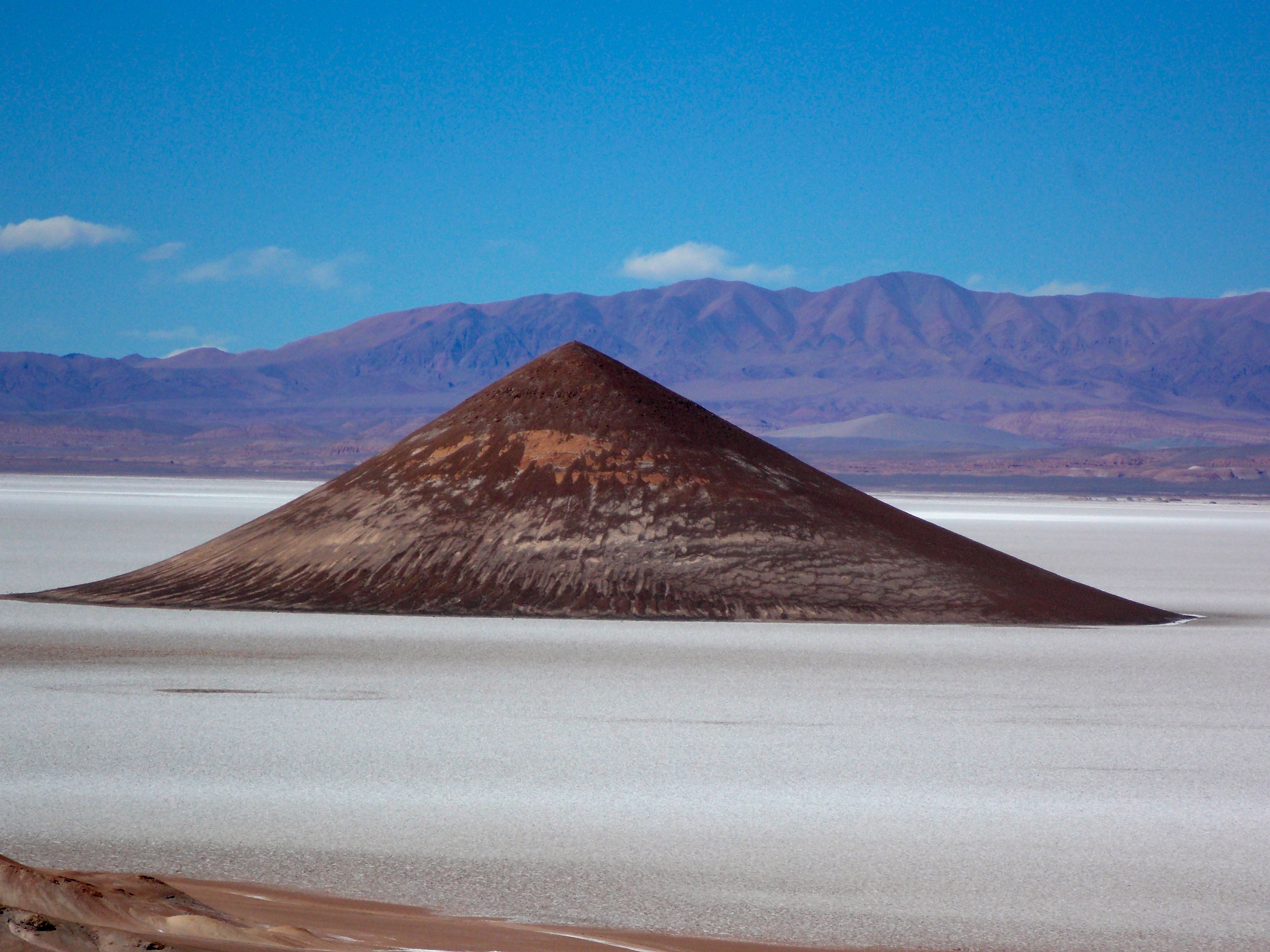
Salar de Arizaro, en Salta.

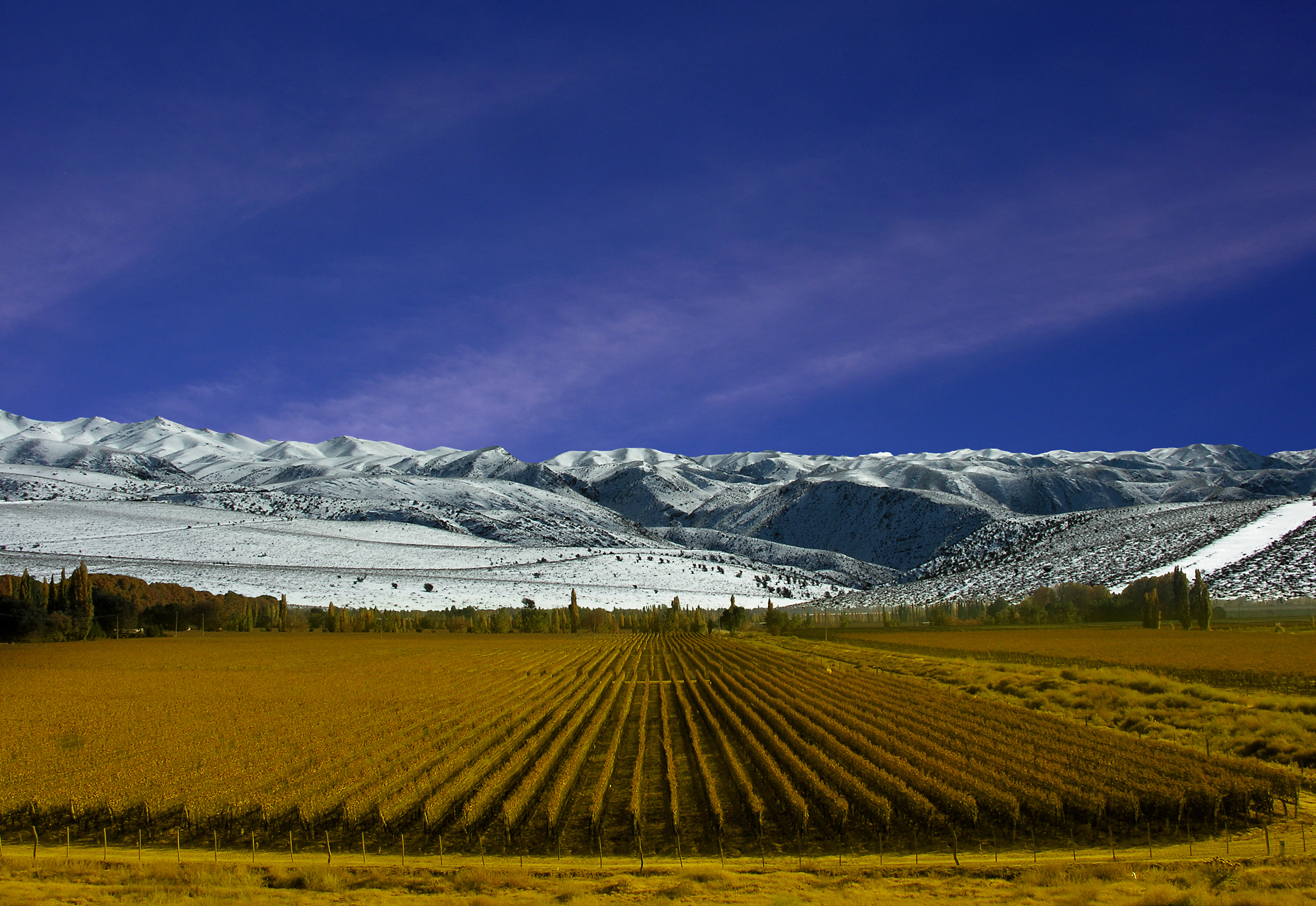
La ruta del vino, en Mendoza.

Mar del Plata es una ciudad turística con enormes playas sobre el Atlántico, otras playas de la Costa Atlántica Argentina como Cariló, Villa Gesell, Monte Hermoso, Pehuen Có, Las Grutas (en la provincia de Río Negro), Rada Tilly (en la provincia de Chubut), el Aconcagua (el pico más alto de América) y el más alto del mundo fuera de Asia, Las Leñas, Talampaya, de gran interés geológico, San Rafael, corazón de Mendoza, tierra del vino, con su imponente Cañón del Atuel, los valles de Barreal e Iglesia y avistaje de ballenas en Puerto Madryn, sobre las costas de la Patagonia.
Otros destinos sumamente atractivos son el valle de Tafí en Tucumán, las antiguas poblaciones de Yavi e Iruya, las ruinas de antiguas ciudades precolombinas como Tastil, Tilcara, Shincal y el Pucará de Aconquija. También se puede visitar la ciudad más antigua de Argentina, Santiago del Estero, entre dicha ciudad, a mitad de camino de San Miguel de Tucumán, se ubica uno de los más afamados destinos turísticos del invierno templado en Argentina: las Termas de Río Hondo.
Son sumamente atractivos eventos tradicionales como la feria de Simoca en Tucumán, la Fiesta del Señor y de la Virgen del Milagro en Salta o la peregrinación a Luján, la cabalgata de fe a la Difunta Correa, etc. La pesca deportiva de mar y río (de truchas en Río Grande, del dorado en Paso de La Patria, etc). Por su parte, la ciudad de Ushuaia es un acceso privilegiado a la Antártida Argentina. O el turismo de aventura agreste en las yungas y Valles Calchaquíes. La Quebrada de Humahuaca y los Esteros del Iberá son también grandes atractivos turísticos.

## Principales circuitos
En líneas generales, Argentina posee los siguientes circuitos turísticos (de norte a sur):
- El Noroeste argentino (NOA), con paisajes contrastados como los que recorre el tren a las nubes: los áridos y fríos de altura embellecidos por curiosas geoformas, salinas, lagos alcalinos en donde abundan los flamencos, géiseres y volcanes, la zona transicional de Valles y Quebradas con climas benignos para el cultivo de la vid en Cafayate y buena vegetación y, más al este la densa selva tropical denominada yunga.
- El Noreste argentino (NEA), que se caracteriza por su clima cálido subtropical, su selva, sus parques, sus humedales, sus ríos con abundante pesca y cascadas.
- Las Sierras de Córdoba y San Luis, con clima de tipo mediterráneo y abundantes atractivos naturales.
- El circuito de Cuyo, con las montañas más elevadas de América, abruptos paisajes (cañones, puentes y castillos de roca naturales), formaciones de hielo como Los Penitentes, grutas y cavernas, grandes extensiones volcánicas como en El Payún, centros de esquí y valles en los cuales sobresalen los cultivos de frutas de clima templado, olivos y vides.
- La región pampeana, una inmensa llanura de clima templado recorrida por millones de vacunos, salpicada de numerosas lagunas y poseedora de una prolongada costa marítima con extensas playas y dunas en donde prosperan las ciudades y villas balnearias.
- La Patagonia andina, con paisajes que reúnen montañas nevadas, campos de hielos, glaciares, bosques fríos, grandes y profundos lagos de origen glaciar así como ríos correntosos, centros de deportes invernales y poblaciones de aspecto «alpino».
- La Patagonia extraandina, extensa región de mesetas, serranías, cañadones, páramos y estepas cuyo litoral posee grandes acantilados, golfos y penínsulas en donde abundan aves marinas (especialmente pingüinos), pinípedos y cetáceos.

Argentina contó con la visita de 5559 millones de turistas en 2016 según la Organización Mundial del Turismo, siendo el tercer país más visitado de Sudamérica y el quinto más visitado de toda América Latina. El Ministerio de Turismo de Argentina fue creado en junio de 2010 por decreto de la expresidenta, Cristina Fernández, considerando la importancia de una cartera de este nivel en el país. Entre 2010/2015, mejoró la percepción de Argentina en el ámbito internacional como destino turístico: según el ranking de lugares más visitados en América Latina, Country Brand Index, fue el segundo país más visitado de América Latina. La percepción de los viajeros de la marca argentina como destino para compras también fue positiva, ya que alcanzó una posición fuerte al llegar al puesto número 12 a nivel mundial, ascendiendo desde el puesto 14 que ocupó en 2010. Para 2016, el panorama se mostraba desmejorado con caídas fuertes en la ocupación hotelera durante el verano de ese año, siendo la peor temporada en una década con la falta de reservas en hoteles y la caída en el número de turistas internos, debido a la situación económica y la pérdida de poder adquisitivo.

## Información útil
El 90 % de los turistas llegan al Aeropuerto Internacional Ministro Pistarini en Ezeiza, a 35 km de Buenos Aires, pero para continuar viaje a algunos de los destinos del interior deben trasladarse al Aeroparque Jorge Newbery (en el centro de la ciudad de Buenos Aires), es conveniente que el viaje o transfer entre los 2 aeropuertos esté incluido en el pasaje.
- Cambio de moneda: en el aeropuerto hay una sucursal del Banco de la Nación Argentina aunque la manera conveniente de obtener pesos es en un cajero automático. Como en gran parte del planeta, actualmente las divisas que más fácilmente se pueden cambiar son el dólar estadounidense y el euro, luego le siguen el real, la libra esterlina y el yen.
- Propinas: en Argentina no es obligatoria la propina, sin embargo es un gesto habitual, si se considera que la atención ha sido correcta entonces la propina ronda el 10 % del total de lo consumido (en bares, restoranes, pizzerías, restobares y afines y en otros servicios -mozos/as de hotelería). En taxis y remises la propina son unos pesos extras respecto al costo del pasaje. En bares, restaurantes, cines, hoteles y teatros alrededor del 5 % al 10 % del costo de la consumisión o del servicio.[34]
- Gastronomía: La comida rápida callejera y más popular es el choripán que es un «sánguche» o emparedado basado en chorizo de tipo criollo cocido in situ sobre una parrilla el emparedado es de «pan francés» (en Argentina se llama genéricamente «pan francés» a diversas variedades de pan blanco de harina de trigo, no debe confundírselo con la baguette que aunque desde los años 1980 es también muy común en Argentina no es llamada «pan francés» en Argentina), el chorizo cocido del choripán se condimenta con el típico chimichurri. Una comida rápida disponible en casi todos los bares y restaurantes es el «lomito» así se llama a sándwich de carne caliente adjuntada con hojas de lechuga, rebanadas de tomate, etc; aunque más común es el sándwich de milanesa, similar al anterior pero con la carne rebozada en pan rallado y huevo y luego frita . El «bife» o la «costeleta» o el más suculento «bife de chorizo» son platos basados en carne asada o a la plancha caliente, que generalmente se acompañan con papas fritas, puré de papas o ensaladas. El «asado» o «parrillada» incluye varios cortes de carne a las brasas, pero achuras o vísceras como riñón y tripas no necesariamente son del agrado del consumidor no habituado. También se consumen carnes de cabra, pollo y cerdo asadas. Las pastas como los tallarines, ñoquis y ravioles son platos muy accesibles y derivados del gran influjo de la inmigración italiana. En las principales ciudades de Argentina abundan las pizzerías donde se pueden consumir, junto a otros platos, pizzas en algunos casos muy diferentes de las típicas pizzas italianas (algunos viajeros italianos objetan que en general la pizza a la napolitana argentina no está hecha con auténtica mozzarella de búfala sino con la musarela argentina sobre la base de leche de oveja o incluso sobre la base de leche de vaca), además de las pizzerías son muy comunes las heladerías que también suelen heredar los estilos de las gelaterie italianas. Otros «boliches» muy comunes en las ciudades argentinas son los cafés y cafetines (herencia española aunque con también fuertes influjos italianos) y las cervecerías. En algunos lugares, principalmente en ciudades del Noroeste argentino y de Cuyo se pueden encontrar pulperías y «peñas» en donde predomina la comida criolla folclórica: asados, empanadas, tamales, locro, tales establecimientos, especialmente si son «peñas», suelen tener presentaciones de música típica argentina (folclore argentino e incluso tango). Los restaurantes y confiterías de mayor nivel tienen una carta muy completa con platos de mayor sofisticación.
- Los vinos en general son muy buenos y económicos.
- El desayuno típico que se sirve al pasajero en los hoteles es muy simple, café con leche o té, un par de «medialunas» y poco más; es infrecuente en Argentina el «desayuno americano» o el «Frühstuck», en las áreas rurales el desayuno suele ser de mate cocido o -pocas veces admitido por el turista- mate tomado en ronda con bombilla compartida.
- Los horarios de la cena son desde las 21:00 en adelante, en las principales ciudades de Argentina es frecuente la existencia de locales de comida y diversión en horarios de trasnoche.
- En las principales ciudades, especialmente en la ciudad de Buenos Aires, son destacables los lugares llamados bailongos en donde se baila e incluso se enseña el tango, en el casco viejo (Barrio de Monserrat, Barrio de San Telmo) de la ciudad de Buenos Aires existen varios famosos «boliches» en donde además de tomar café o comer, se pueden escuchar durante las «trasnoches» (desde la cero hora hasta el amanecer) en vivo a orquestas y cantores de tango.

## Historia
A partir del siglo XIX, las clases altas porteñas se lanzan a vacacionar siguiendo las costumbres de sus pares europeos. En un comienzo, viajan a Uruguay, sin embargo es allí donde comienza a crearse la idea de formar un balneario para la élite, pero este ubicado en Argentina. El lugar donde finalmente se desarrollaría este centro turístico sería Mar del Plata, pueblo que ya existía en la línea de expansión de la frontera agropecuaria sur.
Biarritz, en la costa atlántica de Francia será un ejemplo y una guía a partir del cual se edificará Mar del Plata. Por otro lado, Bariloche, es el resultado de los años 30, cuando un grupo de pioneros decide transformarlo en un centro turístico de las clases altas, al estilo de los centros de montaña europeos. Esto impulsa un gran desarrollo en infraestructura, llegada del ferrocarril y de rutas, caminos internos y planes urbanos. En este desarrollo y en otros, fueron importantes los hermanos Bustillo.
En la costa atlántica, Manuel Fresco, gobernador de la provincia de Buenos Aires y el arquitecto Alejandro Bustillo ponen en marcha la construcción de un casino, marcando de esta manera, una línea divisoria entre dos épocas de la historia de Mar del Plata: Se demuele la vieja rambla y se construye el Casino y el Hotel Provincial, que se terminan en la época del presidente Juan Domingo Perón. La construcción de estos dos edificios dieron el lugar para la naciente clase media que al recibir las mejoras económicas que atravesaron al país durante esos años, pudieron consolidar la vacación como una actividad recurrente en la cultura de estas clases sociales.
Durante el gobierno de Juan Domingo Perón comienza el desarrollo del turismo social; La Unidad Turística Chapadmalal, que se comienza a construir en 1944, fue una de las mayores expresiones del intento de este gobierno por acercar el turismo a las masas populares, La Unidad Turística Embalse Río Tercero se construye no solo con el mismo propósito, sino también con el mismo estilo arquitectónico.
La idea de Chapadmalal surge del Gobierno nacional como centro recreativo para empleados estatales, para ello, Perón amplía el alcance a los trabajadores del país. Su impulsor es el ministro de Obras Públicas Juan Pistarini. Durante la era «peronista», surge también como destino turístico la provincia de Mendoza. Los ferrocarriles nacionalizados se convierten en los grandes difusores de los destinos recreativos ya que no sólo los promueven, sino que impulsan a que se construyan hoteles. En Mendoza, se promueven lugares como Puente del Inca.
Tras el derrocamiento de Perón se mantuvieron algunos destinos del Turismo Social como Chapadmalal y Embalse, pero tras la instauración de políticas neoliberales en el país y bajo la premisa «achicar el estado es agrandar la nación» estos proyectos fueron dejados de lado por ser considerados gastos estatales sin sentido.